# Вебометрика
Вебоме́трика (англ. webometrics) — это раздел информатики, в рамках которого исследуются количественные аспекты конструирования и использования информационных ресурсов, структур и технологий применительно к Всемирной паутине.
Термин введён Томасом Алминдом (Tomas C. Almind) и Петером Ингверсеном (Peter Ingwersen) в 1997 году в работе Informetric analyses on the World Wide Web: Methodological approaches to «webometrics».
Вебометрика является составляющей инфометрии.
С середины 90-х компания Cybermetrics Lab занимается вебометрическими исследованиями и ранжированием веб-сайтов университетов мира.
Вебометрика включает в себя четыре основных направления исследований:
- Разработка и использование веб-индикаторов (индексы цитирования, наблюдаемость сайтов)➤
- Анализ социальных феноменов в Веб (социальные сети, сообщества сайтов)
- Сбор данных о Веб (роботы, краулеры, поисковые машины, информационный поиск)
- Анализ гиперссылок (в частности, связи между сайтами вузов и научных организаций)➤

## Вебометрика как составляющая инфометрии

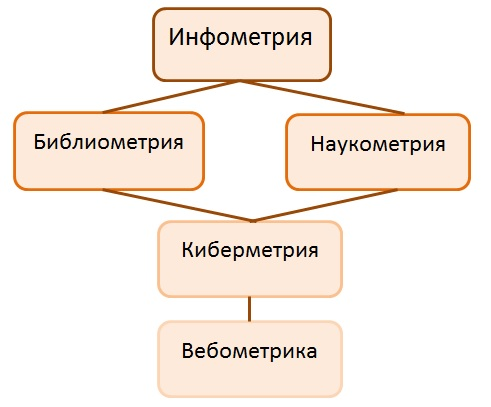
Схема взаимоотношений между инфо-/библио-/науко-/кибер-/вебо-/метриками. Данные взяты из статьи Webometrics — Ten Years of Expansion.

Вебометрика является одной из составляющих инфометрии. Кроме того, вебометрика связана с библиометрией и в определённой степени пересекается с наукометрией.
Инфометрия — научная дисциплина, предметом которой являются количественные измерения хранимой и используемой информации.
Библиометрия — научная дисциплина, занимающаяся изучением документов на основе количественного анализа первичных и вторичных источников информации с помощью формализованных методов с целью получения данных об эффективности, динамике, структуре и закономерностях развития исследуемых областей.
Наукометрия — научная дисциплина, занимающаяся изучением количественных методов развития науки как информационного процесса.
Киберметрия — научная дисциплина, занимающаяся количественным анализом новых возможностей по обработке информации, хранимой в электронном виде, и её визуализации.

## Направления вебометрики

### Ранжирование веб-сайтов вузов и научно-исследовательских институтов мира
Испанская лаборатория Cybermetrics Lab разработала методологию ранжирования веб-ресурсов вузов и научно-исследовательских институтов.
В соответствии с данной методологией строится алгоритм ранжирования сайтов на основе четырёх индикаторов:
| Индикатор  | Аббревиатура | Значение                                                | Поисковые машины                     |
| ---------- | ------------ | ------------------------------------------------------- | ------------------------------------ |
| Visibility | V            | Количество ссылок с других сайтов                       | Google, Yahoo, Live Search и Exalead |
| Size       | S            | Общее количество страниц сайта                          | Yahoo Search, Live Search и Exalead  |
| Rich files | R            | Количество полноценных текстовых файлов                 | Google                               |
| Scholar    | Sc           | Количество размещенных на сайте статей и их цитирований | Google Scholar                       |

#### Алгоритм ранжирования сайтов
Ранжирование сайтов происходит по следующему алгоритму:
1. Подсчет значений индикаторов
2. Упорядочивание сайтов по убыванию значений соответствующих индикаторов. Для обозначения ранга (или позиции) сайта используются следующие обозначения: RankV для Visibility, RankS для Size, RankR для Rich files, RankSc для Scholar
3. Расчет вебометрического ранга (Webometrics Rank — WR)

{\displaystyle WR=4*RankV+2*RankS+1*RankR+1*RankSc}

#### Критика методологии ранжирования лаборатории Cybermetrics Lab
В работе метода ранжирования веб-сайтов, предложенного лабораторией Cybermetrics Lab, наблюдается ряд недостатоков:
- В методе не учитывается, что учебные учреждения могут поддерживать множество различных доменных областей;
- Не производится учёт веб-ресурсов подразделений учебных учреждений;
- Если на сайте присутствует неакадемическая информация, то она также будет учитываться при составлении индикаторов.

### Анализ гиперссылок

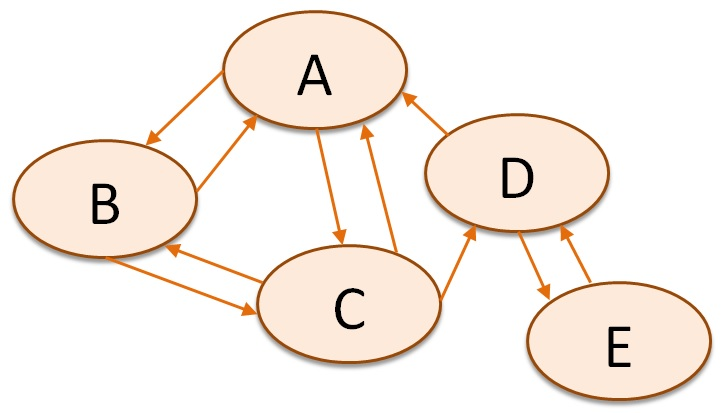
Граф взаимосвязей между сайтами Данные взяты из статьи «Задача дележа затрат на создание веб-коммуникатора как кооперативная игра»

Входящие ссылки — количество веб-страниц, ссылающихся на данную веб-страницу или на данный веб-сайт. Данный индикатор используется в качестве показателя значимости некоторой веб-страницы алгоритмами PageRank и HITS. Эти алгоритмы основываются на нахождении страниц релевантных поисковому запросу и на дальнейшим ранжировании полученного списка с учётом входящих ссылок. Страницы с наибольшим количеством входящих ссылок имеют более высокий ранг. Далее происходит упорядочивание списка веб-страниц с учётом их ранга.
Некоторые гиперссылки могут создаваться только с целью навигации между сайтами. Такие гиперссылки должны игнорироваться, так как они не определяют значимость целевой веб-страницы. Кроме того на некоторых сайтах может происходить множественное повторение одних и тех же ссылок. В данном случае следует учитывать только одну входящую ссылку и игнорировать все остальные.

## Вебометрика в России
Поскольку методология ранжирования веб-ресурсов, предложенная Cybermetrics Lab, обладает рядом недостатков и к тому же не использует российские поисковые машины (например, Яндекс), в России разрабатываются проекты по созданию собственных вебометрических рейтингов научных учреждений, избавленных от вышеперечисленных недостатков.

### Институт прикладных математических исследований КарНЦ РАН
Под руководством Печникова Андрея Анатольевича был создан Вебометрический рейтинг научных учреждений России. В данном проекте задействованы только официальные сайты научных учреждений России. За основу ранжирования взята методология, предложенная Cybermetrics Lab, но учитывающая использование российской поисковой системы Яндекс и краулера BeeCrawler. Используемая методология ранжирования сайтов описана в работе «О рейтинге официальных сайтов научных учреждений Северо-Запада России».

### Институт вычислительных технологий СО РАН
Одним из проектов данного института является создание Рейтинга сайтов научных учреждений СО РАН, под руководством Ю. И. Шокина. Для расчета количества внешних ссылок (V) и количества страниц на сайте (S) помимо поисковых систем Google и Яндекс используется также Bing. Для нахождения результирующего значения V и S находится среднее арифметическое. Для нахождения индекса цитирования (Sc) используются системы Google Scholar и Индекс цитирования Яндекса. Используемая методология ранжирования сайтов описана в работе «Рейтинг сайтов научных организаций СО РАН».

### Институт научной и педагогической информации РАО
Под руководством, д.т.н А. Б. Антопольского был создан Вебометрический индекс Российских вузов и НИИ. В качестве источников перечня анализируемых web-ресурсов используются официальные перечни учреждений, размещенные на порталах государственных академий и перечень аккредитованных образовательных учреждений. Для формирования индекса используются основные вебометрические показатели. Показатели V, S и R основываются на результатах работы поисковых систем Google и Яндекс, а показатель Sc вычисляется на основе Цитируемости учреждения по РИНЦ. Используемая методология ранжирования сайтов описана в работе «Измерение присутствия в Интернете образовательных учреждений».

### Дальневосточный геологический институт
Сервис вебометрических исследований научных сайтов предназначен для анализа сайтов научных организаций Дальневосточного Отделения РАН, Отделения Наук о Земле РАН и других научных сайтов. Сервис был создан под руководством д.г.-м.н. Наумова В. В.. Для расчета основных вебометрических показателей используются поисковые системы Google, Яндекс, Bing и Yahoo. Для расчета вебометрического ранга используется следующая формула:
{\displaystyle WR=5*RankV+2*RankS+1*RankR+1*RankSc}
Используемая методология ранжирования сайтов описана в работе «Информационное пространство Дальневосточного отделения РАН».

### Сибирский федеральный университет
Рейтинг сайтов вузов и институтов предоставляет вузам наиболее полные актуальные сведения о состоянии их сайтов с точки зрения вебометрики. Для этого производится еженедельное обновление рейтинга и сохранение истории изменений индикаторов. Методика расчёта рейтинга аналогична методике лаборатории Cybermetrics Lab. Расчет вебометрического ранга производится по следующей формуле:
{\displaystyle WR=5*RankV+2*RankS+1,5*RankR+1,5*RankSc}

### Сравнение методов построения вебометрического индекса
Вычисление основных вебометрических параметров может основываться на результатах различных поисковых систем. Далее представлена сравнительная таблица использования поисковых систем каждым из приведенных выше институтов и количества обработанных ими веб-ресурсов.
| Институт                                                  | Visibility                  | Size                        | Rich files                  | Scholar                                    | Кол-во обработанных веб-ресурсов |
| --------------------------------------------------------- | --------------------------- | --------------------------- | --------------------------- | ------------------------------------------ | -------------------------------- |
| Институт прикладных математических исследований КарНЦ РАН | Google, BeeCrawler          | Яндекс, Google, BeeCrawler  | Яндекс, Google              | Google Scholar                             | 343 (2013 год)                   |
| Институт вычислительных технологий СО РАН                 | Яндекс, Google, Bing        | Яндекс, Google, Bing        | Яндекс, Google              | Индекс цитирования Яндекса, Google Scholar | 94 (2013 год)                    |
| Институт научной и педагогической информации РАО          | Яндекс, Google              | Яндекс, Google              | Яндекс, Google              | Цитируемость учреждения по РИНЦ            | 1843 (2012 год)                  |
| Дальневосточный геологический институт ДВО РАН            | Google, Yandex, Bing, Yahoo | Google, Yandex, Bing, Yahoo | Google, Yandex, Bing, Yahoo | Google Scholar                             | 121 (2013 год)                   |
| Сибирский Федеральный университет СФУ                     | Majestic SEO                | Google                      | Google                      | Google Scholar                             | 657 (2013 год)                   |